# Bachia
Bachia es un género de pequeños lagartos que pertenecen a la familia Gymnophthalmidae. Se distribuyen por toda Sudamérica y el sur de Centroamérica.

## Especies
El género Bachia se compone de las siguientes especies:
- Bachia barbouri (Burt & Burt, 1931)

- Bachia bicolor (Cope, 1896)

- Bachia bresslaui (Amaral, 1935)

- Bachia cacerensis (Castrillon & Strussman, 1998)

- Bachia didactyla De Freitas, Strüssmann, De Carvalho, Kawashita & Mott, 2011
- Bachia dorbignyi (Duméril & Bibron,1839)

- Bachia flavescens (Bonnaterre, 1789)

- Bachia geralista[2] Teixeira, Sousa Recoder, Camacho, De Sena, Navas & Trefaut Rodrigues, 2013)

- Bachia guianensis (Hoogmoed & Dixon, 1977)
- Bachia heteropa (Wiegmann, 1856)
- Bachia huallagana (Dixon, 1973)
- Bachia intermedia (Noble, 1921)
- Bachia micromela (Rodrigues, Pavan & Curcio, 2007)
- Bachia oxyrhina (Rodrigues, Camacho, Sales Nunes, Sousa Recoder, Teixeira, Valdujo, Ghellere, Mott & Nogueira, 2008)
- Bachia pallidiceps (Cope, 1862)
- Bachia panoplia (Thomas, 1965)
- Bachia peruana (Werner, 1901)
- Bachia psamophila (Rodrigues, Pavan & Curcio, 2007)
- Bachia pyburni (Kizirian & Mcdiarmid, 1998)
- Bachia scaea[3] Teixeira et al., 2013)
- Bachia scolecoides (Vanzolini, 1961)
- Bachia talpa (Ruthven, 1925)
- Bachia trisanale (Cope, 1868)